# Baine Harbour
Baine Harbour is een gemeente (town) in de Canadese provincie Newfoundland en Labrador. De gemeente ligt aan de zuidkust van het eiland Newfoundland op het schiereiland Burin.

## Geschiedenis
In 1970 werd het dorp een gemeente met de status van local government community (LGC). In 1980 werden LGC's op basis van de Municipalities Act als bestuursvorm afgeschaft. De gemeente werd daarop automatisch een community om een aantal jaren later uiteindelijk een town te worden.

## Demografie
Demografisch gezien is Baine Harbour, net zoals de meeste kleine dorpen op Newfoundland, aan het krimpen. Tussen 1991 en 2016 daalde de bevolkingsomvang van 189 naar 124. Dat komt neer op een daling van 34,4% in 25 jaar tijd.
| Jaar | Aantal inwoners | Verschil |
| ---- | --------------- | -------- |
| 1991 | 189             | –        |
| 1996 | 170             | -10,1%   |
| 2001 | 148             | -12,9%   |
| 2006 | 134             | -9,5%    |
| 2011 | 137             | +2,2%    |
| 2016 | 124             | -9,5%    |
| 2021 | 126             | +1,6%    |